# La'Vere Corbin-Ong
La'Vere Lawrence Corbin-Ong (Londra, 22 aprile 1991) è un calciatore canadese naturalizzato malaysiano, difensore del Johor Darul Ta'zim e della nazionale malaysiana.

## Biografia
È nato a Londra, in Inghilterra, dove i suoi genitori, Lawrence Corbin (barbadiano) ed Elizabeth Ong (cino-malese), studiavano rispettivamente psichiatria e infermieristica. Corbin-Ong aveva un anno quando la sua famiglia si trasferì a Edmonton, il capoluogo dell'Alberta. Quando aveva quattro anni, la sua famiglia si trasferì a North Vancouver, dove è cresciuto.

## Carriera

### Club
Ha giocato nella prima divisione malaysiana.

### Nazionale
Nel 2017 aveva esordito con la nazionale canadese, prima di rappresentare definitivamente la nazionale malaysiana nel 2019.
Nel 2023 ha partecipato alla Coppa d'Asia.

## Statistiche

### Presenze e reti nei club
Statistiche aggiornate al 27 ottobre 2021.
| Stagione                        | Squadra                         | Campionato                      | Campionato | Campionato | Coppe nazionali | Coppe nazionali | Coppe nazionali | Coppe continentali | Coppe continentali | Coppe continentali | Altre coppe | Altre coppe | Altre coppe | Totale | Totale |
| Stagione                        | Squadra                         | Comp                            | Pres       | Reti       | Comp            | Pres            | Reti            | Comp               | Pres               | Reti               | Comp        | Pres        | Reti        | Pres   | Reti   |
| ------------------------------- | ------------------------------- | ------------------------------- | ---------- | ---------- | --------------- | --------------- | --------------- | ------------------ | ------------------ | ------------------ | ----------- | ----------- | ----------- | ------ | ------ |
| 2010                            | Vancouver Whitecaps U-23        | USL PDL                         | 15         | 0          |                 | -               | -               |                    | -                  | -                  |             | -           | -           | 15     | 0      |
| 2011                            | Vancouver Whitecaps U-23        | USL PDL                         | 14         | 0          |                 | -               | -               |                    | -                  | -                  |             | -           | -           | 14     | 0      |
| Totale Vancouver Whitecaps U-23 | Totale Vancouver Whitecaps U-23 | Totale Vancouver Whitecaps U-23 | 29         | 0          |                 | -               | -               |                    | -                  | -                  |             | -           | -           | 29     | 0      |
| 2012-2013                       | Pommern Greifswald              | OL                              | 28         | 1          |                 | -               | -               |                    | -                  | -                  |             | -           | -           | 28     | 1      |
| 2013-2014                       | Pommern Greifswald              | OL                              | 29         | 4          |                 | -               | -               |                    | -                  | -                  |             | -           | -           | 29     | 4      |
| Totale Pommern Greifswald       | Totale Pommern Greifswald       | Totale Pommern Greifswald       | 57         | 5          |                 | -               | -               |                    | -                  | -                  |             | -           | -           | 57     | 5      |
| 2014-2015                       | Berliner AK 07                  | RL                              | 30         | 2          |                 | -               | -               |                    | -                  | -                  |             | -           | -           | 30     | 2      |
| 2015-2016                       | Berliner AK 07                  | RL                              | 34         | 2          |                 | -               | -               |                    | -                  | -                  |             | -           | -           | 34     | 2      |
| Totale Berliner AK 07           | Totale Berliner AK 07           | Totale Berliner AK 07           | 64         | 4          |                 | -               | -               |                    | -                  | -                  |             | -           | -           | 64     | 4      |
| 2016-2017                       | FSV Francoforte                 | 3L                              | 36         | 0          | CG              | 1               | 0               |                    | -                  | -                  |             | -           | -           | 37     | 0      |
| ago.-dic. 2017                  | Go Ahead Eagles                 | 1D                              | 9          | 0          | CO              | 1               | 0               |                    | -                  | -                  |             | -           | -           | 10     | 0      |
| 2018                            | Johor Darul Ta'zim              | SL                              | 21         | 1          | CM              | 4               | 0               | AFC Cup            | 4                  | 0                  |             | -           | -           | 29     | 1      |
| 2019                            | Johor Darul Ta'zim              | SL                              | 18         | 0          |                 | -               | -               | ACL                | 6                  | 0                  |             | -           | -           | 24     | 0      |
| 2020                            | Johor Darul Ta'zim              | SL                              | 11         | 0          |                 | -               | -               | ACL                | 2                  | 0                  |             | -           | -           | 13     | 0      |
| 2021                            | Johor Darul Ta'zim              | SL                              | 20         | 0          |                 | -               | -               | ACL                | 3                  | 0                  |             | -           | -           | 23     | 0      |
| 2022                            | Johor Darul Ta'zim              | SL                              | 22         | 0          |                 | -               | -               | ACL                | 0                  | 0                  |             | -           | -           | 22     | 0      |
| 2023                            | Johor Darul Ta'zim              | SL                              | 12         | 3          | CM              | 2               | 1               | -                  | -                  | -                  | -           | -           | -           | 14     | 4      |
| Totale Johor Darul Ta'zim       | Totale Johor Darul Ta'zim       | Totale Johor Darul Ta'zim       | 104        | 4          |                 | 6               | 1               |                    | 15                 | 0                  |             | -           | -           | 125    | 5      |
| Totale carriera                 | Totale carriera                 | Totale carriera                 | 299        | 13         |                 | 6               | 1               |                    | 15                 | 0                  |             | -           | -           | 320    | 14     |

### Cronologia presenze e reti in nazionale
| Cronologia completa delle presenze e delle reti in nazionale ― Canada | Cronologia completa delle presenze e delle reti in nazionale ― Canada | Cronologia completa delle presenze e delle reti in nazionale ― Canada | Cronologia completa delle presenze e delle reti in nazionale ― Canada | Cronologia completa delle presenze e delle reti in nazionale ― Canada | Cronologia completa delle presenze e delle reti in nazionale ― Canada | Cronologia completa delle presenze e delle reti in nazionale ― Canada | Cronologia completa delle presenze e delle reti in nazionale ― Canada |
| Data                                                                  | Città                                                                 | In casa                                                               | Risultato                                                             | Ospiti                                                                | Competizione                                                          | Reti                                                                  | Note                                                                  |
| --------------------------------------------------------------------- | --------------------------------------------------------------------- | --------------------------------------------------------------------- | --------------------------------------------------------------------- | --------------------------------------------------------------------- | --------------------------------------------------------------------- | --------------------------------------------------------------------- | --------------------------------------------------------------------- |
| 22-3-2017                                                             | Edimburgo                                                             | Scozia                                                                | 1 – 1                                                                 | Canada                                                                | Amichevole                                                            | -                                                                     | 68’                                                                   |
| Totale                                                                |                                                                       | Presenze                                                              | 1                                                                     |                                                                       | Reti                                                                  | 0                                                                     |                                                                       |

| Cronologia completa delle presenze e delle reti in nazionale ― Malaysia | Cronologia completa delle presenze e delle reti in nazionale ― Malaysia | Cronologia completa delle presenze e delle reti in nazionale ― Malaysia | Cronologia completa delle presenze e delle reti in nazionale ― Malaysia | Cronologia completa delle presenze e delle reti in nazionale ― Malaysia | Cronologia completa delle presenze e delle reti in nazionale ― Malaysia | Cronologia completa delle presenze e delle reti in nazionale ― Malaysia | Cronologia completa delle presenze e delle reti in nazionale ― Malaysia |
| Data                                                                    | Città                                                                   | In casa                                                                 | Risultato                                                               | Ospiti                                                                  | Competizione                                                            | Reti                                                                    | Note                                                                    |
| ----------------------------------------------------------------------- | ----------------------------------------------------------------------- | ----------------------------------------------------------------------- | ----------------------------------------------------------------------- | ----------------------------------------------------------------------- | ----------------------------------------------------------------------- | ----------------------------------------------------------------------- | ----------------------------------------------------------------------- |
| 2-6-2019                                                                | Kuala Lumpur                                                            | Malaysia                                                                | 2 – 0                                                                   | Nepal                                                                   | Amichevole                                                              | -                                                                       | 60’                                                                     |
| 7-6-2019                                                                | Kuala Lumpur                                                            | Malaysia                                                                | 7 – 1                                                                   | Timor Est                                                               | Qual. Mondiali 2022                                                     | 1                                                                       |                                                                         |
| 30-8-2019                                                               | Kuala Lumpur                                                            | Malaysia                                                                | 0 – 1                                                                   | Giordania                                                               | Amichevole                                                              | -                                                                       |                                                                         |
| 5-9-2019                                                                | Giacarta                                                                | Indonesia                                                               | 2 – 3                                                                   | Malaysia                                                                | Qual. Mondiali 2022                                                     | -                                                                       | 55’                                                                     |
| 10-9-2019                                                               | Kuala Lumpur                                                            | Malaysia                                                                | 1 – 2                                                                   | Emirati Arabi Uniti                                                     | Qual. Mondiali 2022                                                     | -                                                                       |                                                                         |
| 5-10-2019                                                               | Kuala Lumpur                                                            | Malaysia                                                                | 6 – 0                                                                   | Sri Lanka                                                               | Amichevole                                                              | -                                                                       |                                                                         |
| 10-10-2019                                                              | Hanoi                                                                   | Vietnam                                                                 | 1 – 0                                                                   | Malaysia                                                                | Qual. Mondiali 2022                                                     | -                                                                       |                                                                         |
| 9-11-2019                                                               | Kuala Lumpur                                                            | Malaysia                                                                | 1 – 0                                                                   | Tagikistan                                                              | Amichevole                                                              | -                                                                       | 66’                                                                     |
| 14-11-2019                                                              | Kuala Lumpur                                                            | Malaysia                                                                | 2 – 1                                                                   | Thailandia                                                              | Qual. Mondiali 2022                                                     | -                                                                       |                                                                         |
| 19-11-2019                                                              | Kuala Lumpur                                                            | Malaysia                                                                | 2 – 0                                                                   | Indonesia                                                               | Qual. Mondiali 2022                                                     | -                                                                       |                                                                         |
| 23-5-2021                                                               | Dubai                                                                   | Kuwait                                                                  | 4 – 1                                                                   | Malaysia                                                                | Amichevole                                                              | -                                                                       | 46’                                                                     |
| 28-5-2021                                                               | Riffa                                                                   | Bahrein                                                                 | 2 – 0                                                                   | Malaysia                                                                | Amichevole                                                              | -                                                                       |                                                                         |
| 3-6-2021                                                                | Dubai                                                                   | Emirati Arabi Uniti                                                     | 4 – 0                                                                   | Malaysia                                                                | Qual. Mondiali 2022                                                     | -                                                                       |                                                                         |
| 11-6-2021                                                               | Dubai                                                                   | Malaysia                                                                | 1 – 2                                                                   | Vietnam                                                                 | Qual. Mondiali 2022                                                     | -                                                                       | 37’ 79’                                                                 |
| 14-6-2023                                                               | Kuala Terengganu                                                        | Malaysia                                                                | 4 – 1                                                                   | Isole Salomone                                                          | Amichevole                                                              | -                                                                       |                                                                         |
| Totale                                                                  |                                                                         | Presenze                                                                | 15                                                                      |                                                                         | Reti                                                                    | 1                                                                       |                                                                         |

## Palmarès

### Club

#### Competizioni nazionali
- Campionato malaysiano: 7

Johor Darul Ta'zim: 2018, 2019, 2020, 2021, 2022, 2023, 2024-2025
- Coppa della Malaysia: 4

Johor Darul Ta'zim: 2019, 2022, 2023, 2024-2025